# De la part des copains
Pour plus de détails, voir Fiche technique et Distribution.
De la part des copains (Cold Sweat) est un film d'action franco-italien réalisé par Terence Young, d'après le roman Ride the Nightmare de Richard Matheson paru en 1959. Sorti en 1970, sa principale vedette est Charles Bronson.

## Synopsis
Joe Martin (Charles Bronson), rattrapé par son passé, doit libérer sa femme prise en otage par des trafiquants de drogue. 
Pendant la guerre de Corée, Joe Moran, un sergent de l'armée US, est inculpé pour avoir frappé un colonel et est emprisonné en Allemagne. Dans la prison militaire, il retrouve le capitaine Cross (James Mason), son ancien commandant de compagnie, et un soldat ayant été sous les ordres de Joe, appelé Vermont (Michel Constantin), tous deux emprisonnés pour avoir fait du marché noir et détourné des véhicules de l'armée. Joe accepte de s'échapper avec eux. L'évasion est organisée par un ancien légionnaire Français nommé "Katanga" (Jean Topart). Tout va bien jusqu’à ce que Katanga tue un officier de police allemand trop curieux. Effrayé et dégoûté par le meurtre, Joe s'échappe seul, abandonnant ses amis et Katanga, qui sont repris.
Quelques années plus tard, sous le nom de Joe Martin, il mène une vie rangée et possède une affaire de location de bateaux dans le sud de la France, où il vit avec sa femme Fabienne (Liv Ullmann) et sa fille de 12 ans. Les choses vont bien pour Joe. Mais quand son portrait apparaît dans un journal local, Ross, Vermont et Katanga surgissent. Devenus trafiquants de drogue, ils veulent à la fois se venger de Joe et utiliser son affaire de location pour transporter leur marchandise de contrebande. Pour s'assurer de la coopération de Joe, ils kidnappent sa femme et sa fille et les retiennent en otage quelque part dans l'arrière-pays Niçois.
Quand Joe parvient sur les lieux, les choses se gâtent et un des trafiquants est blessé. Il entame alors une course effrénée en voiture afin de ramener un médecin, qui devra soigner le blessé en échange de la liberté des deux otages. Mais les choses ne se passent pas comme prévu. Joe parviendra cependant à neutraliser ses ennemis et à libérer sa femme et sa fille.

## Fiche technique
- Titre : De la part des copains
- Titre original : Cold Sweat
- Réalisation : Terence Young
- Scénario : Shimon Wincelberg, Dorothea Bennett et Albert Simonin, d'après Richard Matheson
- Production : Robert Dorfmann
- Musique : Michel Magne
- Photographie : Jean Rabier
- Assistant Opérateur : Yves Mirkine
- Montage : Johnny Dwyre
- Distributeur : Emerson Film Enterprises
- Langue : français
- Pays d'origine :  France /  Italie
- Genre : action
- Durée : 94 minutes
- Dates de sortie : 
  - France 18 décembre 1970
  - États-Unis juin 1974

## Distribution
- Charles Bronson (VF : Edmond Bernard) : Joe Moran alias Joe Martin
- Liv Ullmann (VF : Évelyn Séléna) : Fabienne Martin
- James Mason (VF : William Sabatier) : capitaine Ross
- Jill Ireland (VF : Béatrice Delfe) : Moira
- Jean Topart (VF : Lui-même) : Katanga
- Michel Constantin (VF : Lui-même) : Vermont alias  Whitey
- Luigi Pistilli (VF : Marc de Georgi) : Fausto Gelardi
- Yannick de Lulle (VF : Elle-même) : Michèle Martin
- Paul Bonifas (VF : René Bériard) : le médecin

## Tournage
On remarque une référence à la carrière de Charles Bronson au début du film, quand Joe Martin rentre chez lui, sa femme est en train de regarder un western. 
Tourné durant l'été 1970, le film se déroule sur la Côte d'Azur, entre Beaulieu sur Mer, Nice, Grasse et Villefranche sur Mer.

## Autour du film
Charles Bronson reçut 400 000 $ pour sa prestation.
Le film a été tourné en France en août 1970 et projeté mondialement le 18 décembre 1970. Ce film n'est pas sorti aux États-Unis avant 1974, soit trois ans après sa réalisation. 3 jours après le début des projections à New York City, le film a été présenté à la télévision.
Bronson retrouve Michel Constantin pour la 2e fois en cette année 1970, puisqu'ils ont joué ensemble dans le film La Cité de la violence. Dans ces deux films, le personnage joué par Constantin est éliminé par le personnage joué par Bronson. 
La nouvelle de Matheson avait déjà été tournée en 1962 sous son titre original, comme un épisode d'Alfred Hitchcock Présente avec Hugh O'Brian et Gena Rowlands dans les premiers rôles.
Le film de 1993 portant le même nom, avec Ben Cross, Adam Baldwin et Shannon Tweed n'a rien à voir avec celui-ci.

## Sortie vidéo
Le film sort en combo DVD/Blu-ray le 28 août 2019 chez StudioCanal.